# Ourisia polyantha
Ourisia polyantha är en grobladsväxtart som beskrevs av Eduard Friedrich Poeppig och Endl.. Ourisia polyantha ingår i släktet Ourisia och familjen grobladsväxter. Inga underarter finns listade i Catalogue of Life.